# Dęba (Opoczno)
Pour les articles homonymes, voir Dęba.
Dęba (prononciation [ˈdɛmba]) est un village de la gmina de Poświętne, du powiat d'Opoczno, dans la voïvodie de Łódź, situé dans le centre de la Pologne.
Il se situe à environ 10 kilomètres au sud-ouest de Poświętne (siège de la gmina), 10 kilomètres au nord d'Opoczno (siège du powiat) et 66 kilomètres au sud-est de Łódź (capitale de la voïvodie).

## Administration
De 1975 à 1998, le village était attaché administrativement à l'ancienne voïvodie de Piotrków.

Depuis 1999, il fait partie de la nouvelle voïvodie de Łódź.